# Escuela liberal francesa
La escuela liberal francesa (también llamada la "escuela optimista" o "escuela ortodoxa") es una escuela de pensamiento económico del siglo XIX, formada en torno al Collège de France y el Institut de France. El Journal des Économistes fue esencial en la promoción de las ideas de esta escuela. Como pensadores clave se encuentra a Frédéric Bastiat, Jean-Baptiste Say, Antoine Destutt de Tracy, y Gustave de Molinari. La escuela defendió íntegramente el libre comercio en la forma de capitalismo laissez faire. Eran grandes opositores de las ideas colectivistas, intervencionistas y proteccionistas. 
La escuela liberal francesa es, junto con los antiguos fisiócratas, la más importante expresión histórica del liberalismo clásico en Francia. La escuela francesa en ocasiones es considerada como un antecesor ideológico a la escuela austriaca moderna.